# HL Андромеды
HL Андромеды (лат. HL Andromedae) — одиночная переменная звезда в созвездии Андромеды на расстоянии (вычисленном из значения параллакса) приблизительно 23230 световых лет (около 7123 парсеков) от Солнца. Видимая звёздная величина звезды — от +14,2m до +12m.

## Характеристики
HL Андромеды — оранжевая пульсирующая полуправильная переменная звезда типа SRB (SRB) спектрального класса K. Эффективная температура — около 4046 K.